# Тит Флавий Тициан
Вижте пояснителната страница за други личности с името Тициан.
Тит Флавий Тициан (на латински: Titus Flavius Titianus; * ок. 95) е префект на Египет между 126 – 133 г. по времето на римския император Адриан (117 – 138).
Той става префект на Египет през 126 г. след Петроний Квадрат и през 133 г. е сменен от Марк Петроний Мамертин.
Тициан се жени и има дъщеря Флавия Тициана, която е съпруга на Тит Флавий Клавдий Сулпициан и става майка на Флавия Тициана, която е съпруга на император Пертинакс (упр. 193 г.) и на Тит Флавий Тициан (* ок. 165, суфектконсул ок. 200 и се жени за Постумия Вария, * ок. 175).